# Onthophagus setchan
Onthophagus setchan är en skalbaggsart som beskrevs av Masumoto 1984. Onthophagus setchan ingår i släktet Onthophagus och familjen bladhorningar. Inga underarter finns listade i Catalogue of Life.